# Benedek Dániel
Benedek Dániel (Budapest, 1992. június 15. –) Junior Prima díjas magyar színész.

## Életpályája
Budapesten született. Az Eötvös József Gimnáziumban érettségizett. Ezután a Keleti István Művészeti Iskolában tanult, majd a Kolibri Színház stúdiósa lett. 2013–2018 között a Kaposvári Egyetem színművész szakán tanult, Uray Péter osztályában. 2018-tól a Csiky Gergely Színház tagja. 2023-tól a színház művészeti tanácsának a tagja.
Felesége Csapó Judit színésznő.

## Filmes és televíziós szerepei
- Churchill kémei (2019)
- Korai menyegző (2022) ...Vőlegény
- Doktor Balaton (2022) ...Srác
- Keresztanyu (2022) ...Nyíregyházi rendőr
- Pepe (2023) ...Máté

## Díjai, elismerései
- Junior Prima díj (2022)